# Jules Lowie
Jules Lowie (* 6. Oktober 1913 in Nokere; † 2. August 1960 in Deinze) war ein belgischer Radrennfahrer.
Jules Lowie war von 1935 bis 1947 Berufssportler. Sein größter Erfolg war der Sieg beim Rennen Paris–Nizza 1938. 1943 wurde er Zweiter bei Paris–Roubaix hinter seinem Landsmann Marcel Kint. Viermal startete er zwischen 1935 und 1939 bei der Tour de France, 1935 belegte er den fünften Rang in der Gesamtwertung und 1938 den siebten.